# Poptical Illusion
Poptical Illusion è il diciottesimo album in studio del musicista e compositore gallese John Cale, pubblicato il 14 giugno 2024 da Double Six e Domino.

## Tracce
Testi e musiche di John Cale.
1. God Made Me Do It (Don't Ask Me Again) – 4:48
2. Davies and Wales – 4:15
3. Calling You Out – 4:49
4. Edge of Reason – 5:23
5. I'm Angry – 5:25
6. How We See the Light – 4:45
7. Company Commander – 4:07
8. Setting Fires – 5:40
9. Shark-Shark – 5:00
10. Funkball the Brewster – 5:34
11. All to the Good – 4:30
12. Laughing in My Sleep – 5:45
13. There Will Be No River – 3:58

- Tracce Bonus 7"

1. Beethoven in the Old West
2. News of Nicholas

- Tracce Bonus Edizione Giapponese

1. Running Out
2. Invention of Language